# Bár
Bár es un pueblo ubicado en el condado de Baranya, Hungría.

## Superficie
Posee una superficie de 9,0 kilómetros cuadrados.

## Demografía
Hasta 2021 la población era de 557 habitantes, con una densidad de población de 61,88 habitantes por kilómetro cuadrado.